# 熊夢賓
熊夢賓（1886年—1953年11月23日），字觀民。山東省陽穀縣人。民國37年（1948年）在山東省第五選區遞補當選第一屆立法委員。

## 生平
- 清末秀才， 後由東昌府保送濟南優級師範為首屆學員，畢業後任曹州山東省立六中理化教員。民國初年，先後擔任山東省教育廳第一科長、山東省教育廳長、膠澳督辦公署秘書長、京漢鐵路局局長、西北軍秘書長。
- 1949年底，赴北京參加民革中央第一次會議，並被選為民革中央團結委員，次年回山東工作，任山東省人民委員會委員，兼文史館館長，並受民革中央委派為山東省民革負責人。
- 1953年冬，逝世於濟南林祥南街寓所。[4][5]